# 류순
류순(柳洵, 1441년 ~ 1517년) 조선 중기의 문신으로, 자는 희명(希明), 호는 노포(老圃), 본관은 문화(文化)이다.

## 생애
어려서부터 독서를 좋아하고 일찍이 『금릉사 金陵詞』를 지었는데, 의미가 장중하고 건실해 널리 회자되었다.
1459년(세조 5) 생원시에 장원하고, 이어서 1462년(세조 8) 식년 시문과에 정과(丁科)로 급제해 예문관(藝文館)에 들어갔으며, 1466년(세조 12) 문과 중시(重試)와 발영시(拔英試)에 각각 3등으로 급제, 이조정랑(吏曹正郞)이 되었다.
1478년(성종 9) 홍문관부제학(弘文館副提學)으로서 도승지를 거쳐 시강관(侍講官)으로 활약했는데, 특히 시문에 능해 성종(成宗)의 총애가 돈독하였다.
1484년(성종 15) 공조참판(工曹參判)을 거쳐 대사헌(大司憲)이 되어 오랫동안 관기 확립에 힘쓰고, 동지중추부사(同知中樞府事)를 거쳐 형조참판(刑曹參判)이 되었다.
1487년(성종 18) 천추사(千秋使)로서 명에 다녀온 뒤 동지중추부사·예조참판·호조참판·형조참판·공조참판·병조참판(兵曹參判)을 두루 역임하고 다시 대사헌에 임명되었다.
그 뒤 개성유수, 개성부유수(開城府留守)를 거쳐 공조판서(工曹判書)에 올랐다.
1494년 성종이 죽자 산릉도감제조(山陵都監提調)로서 산역을 다스렸고, 1495년(연산군 1) 형조판서(刑曹判書)로 옮겨 대제학·산릉도감제조·동지경연사·판의금부사지춘추관사(知春秋館事)·동지경연사(同知經筵事)를 겸임하였다.
이어서 이조판서(吏曹判書)·도총관(都摠官)을 겸임한 뒤 우참찬·좌참찬·호조판서를 거치다가 1498년(연산군 4) 한성부 판윤(判尹)이 되고, 같은 해에 『성종실록』 찬수에 참여하였다.
이듬해 다시 형조판서가 되어, 압록강 연안에 노략질을 일삼는 여진족을 정벌하는 계획이 있자 신수근(愼守勤)과 함께 때가 아님을 적극적으로 논해 중단시켰다.
그 뒤 좌참찬(左參贊)·호조판서(戶曹判書)를 역임했으며, 1502년(연산군 8)에는 시문에 능한 10인에 선발되어 시수상(詩首相)이라는 칭찬을 듣기도 하였다.
연산군(燕山君)의 폭정이 날로 심해지자 관직에서 물러나고자 했으나 조정에서 허락하지 않아, 이듬해 우의정(右議政)·좌의정(左議政)을 거쳐 1505년(연산군 11) 65세의 나이로 영의정(領議政)에 올랐다.
이듬해 박원종(朴元宗)·성희안(成希顔)·류순정(柳順汀) 등이 중종반정을 단행하자, 수상으로서 정국공신(靖國功臣) 2등에 책록되고, 문성부원군(文城府院君)에 봉해졌다.
그러나 실제로는 반정에 거의 관여하지 않았기 때문에 본인이 수차례 사임을 요청했지만 조정에서는 허락하지 않았다.
그러다가 1509년(중종 4) 연산조의 총신이었다는 대간들의 탄핵을 받자 본인이 다시 사임을 요청, 마침내 관직에서 스스로 물러났다.
1514년(중종 9) 다시 영의정을 제수받아 국정을 총괄하다가 3년 뒤에 77세로 졸했다.
자학(字學)에 매우 정밀하고 의학·지리학에도 조예가 있었다.
시호는 문희(文僖)이다.

## 가족 관계
- 근거 자료 : 문화류씨가정보, 고려사, 고려사절요, 조선왕조실록 등 보첩(족보)류 및 역사서(정사)

- 문화 류씨(文化 柳氏) 가문의 시조(始祖)인 고려 통합삼한익찬벽상공신 대승(高麗 統合三韓翊贊壁上功臣 大丞) 류차달(柳車達) - 류효금(柳孝金 ; 좌윤 左尹) - 류금환(柳金奐 ; 대장군중윤 大將軍中尹) - 류노일(柳盧一 ; 檢校大將軍 行散員) - 류보춘(柳寶春 ; 檢校少府少監) - 류총(柳寵 ; 검교소부소감 檢校少府少監) - 류공권(柳公權)

- 10대조 : 문간공(文簡公) 정당문학 참지정사 판상서예부사(政堂文學 參知政事 判尙書禮部事) 류공권(1132-1196)
- 9대조 : 상서우복야 한림학사승지(尙書右僕射 翰林學士承旨) 류택(柳澤)
- 8대조 : 문정공(文正公) 추성위사공신 광정대부 첨의중찬 수문전대학사 감수국사 상장군 판전리사사 세자사(推誠衛社功臣 匡靖大夫 僉議中贊 修文殿大學士 監修國史 上將軍 判典理司事 世子師) 류경(柳璥 ; 1211-1289)

- 7대조 : 정신공(貞愼公) 도첨의참리(都僉議參理) 류승(柳陞 ; 1248-1298년) ; 홍진(洪縉 ; ?-1266)의 사위 // 홍규(초명은 홍문계 ; 충혜왕, 공민왕의 외할아버지)의 매부

```
남양 홍씨 계보 ; 12세기 홍관(이자겸의 난 당시 순절함)-홍지유-홍원중-홍사윤-홍진(류승의 장인)-홍규-명덕태후 홍씨(충숙왕비), 홍융-홍주(류만수의 장인), 홍언박 
```

- 6대조 : 장경공(章景公) 광정대부 도첨의찬성사 예문관대제학 지춘추관사 상호군 판판도사사(匡靖大夫 都僉議贊成事 藝文館大提學 知春秋館事 上護軍 判版圖司事) 류돈(柳墩 ; 1274-1349)
- 5대조 : 밀직사좌부대언 판사복시사(密直司左副代言 判司僕寺事) 류총(柳總) ; 문탄공 예천부원군 권한공 (醴泉府院君 權漢功 ; ?-1349)의 사위

- 고조할아버지 : 류총의 아들인 조선 개국 원종 공신(朝鮮開國原從功臣) 문하시랑찬성사(門下侍郞贊成事) 상의문하부사(商議門下府事) 류만수(?-1398)
- 고조할머니 : 류만수의 부인인 영숙택주(寧淑宅主) 남양 홍씨 ; 고려 첨의상의 삼사우사 남양군(僉議商議 三司右使 南陽君) 홍주(洪澍 ; ?-1342 /  공민왕 대 정승을 지낸  홍언박의 형)의 따님
- 증조할아버지 : 상의중추원사(商議中椎院事) 류원지(柳源之 ; ?-1398)
- 할아버지 : 한성부 판관 류종(柳淙) 
  - 아버지 : 세마 류사공(柳思恭)
  - 어머니 : 홍상직(洪尙直) 의딸
    - 본처 : 정윤희(丁胤禧)의 딸
      - 아들 : 류응룡(柳應龍)
        - 손자 : 류경장(柳敬長)

    - 후처 : 홍일민(洪逸民)의 딸

## 관련 작품

### 드라마
- 《장녹수》    (KBS,  1995년 배우 : 이종만)
- 《조광조》    (KBS,  1996년 배우 : 박웅)
- 《왕과 비》  (KBS,  1998년~2000년 배우 : 민지환)
- 《인수대비》(JTBC, 2011년~2012년 배우 : 강영구)

1. ↑  최, 완기. “유순 (柳洵)”. Academy of Korean Studies.